# Dusona occipita
Dusona occipita là một loài tò vò trong họ Ichneumonidae.